# Maison du Sac
La « Maison du Sac » (Den Sack en néerlandais) est une maison de style baroque située au numéro 4 de la Grand-Place de Bruxelles en Belgique, entre les maisons de la Brouette et de la Louve, sur le côté nord-ouest de la place.

## Historique
« Élevé sur l'ancien domaine des Serhuyghs, c'était la maison des ébénistes et des tonneliers, constitués en gilde en 1365. Ils s'y fixèrent sans doute en 1444. ». L'état de vétusté de la maison exigeant sa reconstruction, la corporation la fit réédifier en pierre en 1645-1646,.
La façade fut en bonne partie épargnée lors du bombardement de Bruxelles par les troupes françaises de Louis XIV commandées par le maréchal de Villeroy en août 1695. Elle fut remise en état et enrichie d'un pignon par l'architecte et ébéniste Antoine Pastorana en 1697 (comme l'atteste le cartouche porté par le pignon), le décor sculpté étant l'œuvre de Laurent Merkaert et Pierre van Dievoet,,.
Au XVIIIe siècle, elle portait le nom de « Den Sack ».
La façade fut restaurée en 1720. Une restauration importante a lieu en 1854-1858, durant laquelle la sculpture du pignon est restaurée par Charles Van Oemberg et les cariatides du troisième étage sont renouvelées par Ed. Marchant. Ces cariatides sont encore remises en état en 1882 par E. Geirnaert. En 1912, l'architecte J. Segers dote les fenêtres de croisées en pierre bleue. La dernière restauration date de 2014. 
La Maison du Sac a abrité la "Maison des Maîtres Chocolatiers Belges" et, depuis 2014, un café de la chaîne américaine Starbucks.

Le bombardement de Bruxelles en 1695 par les troupes françaises du maréchal de Villeroy
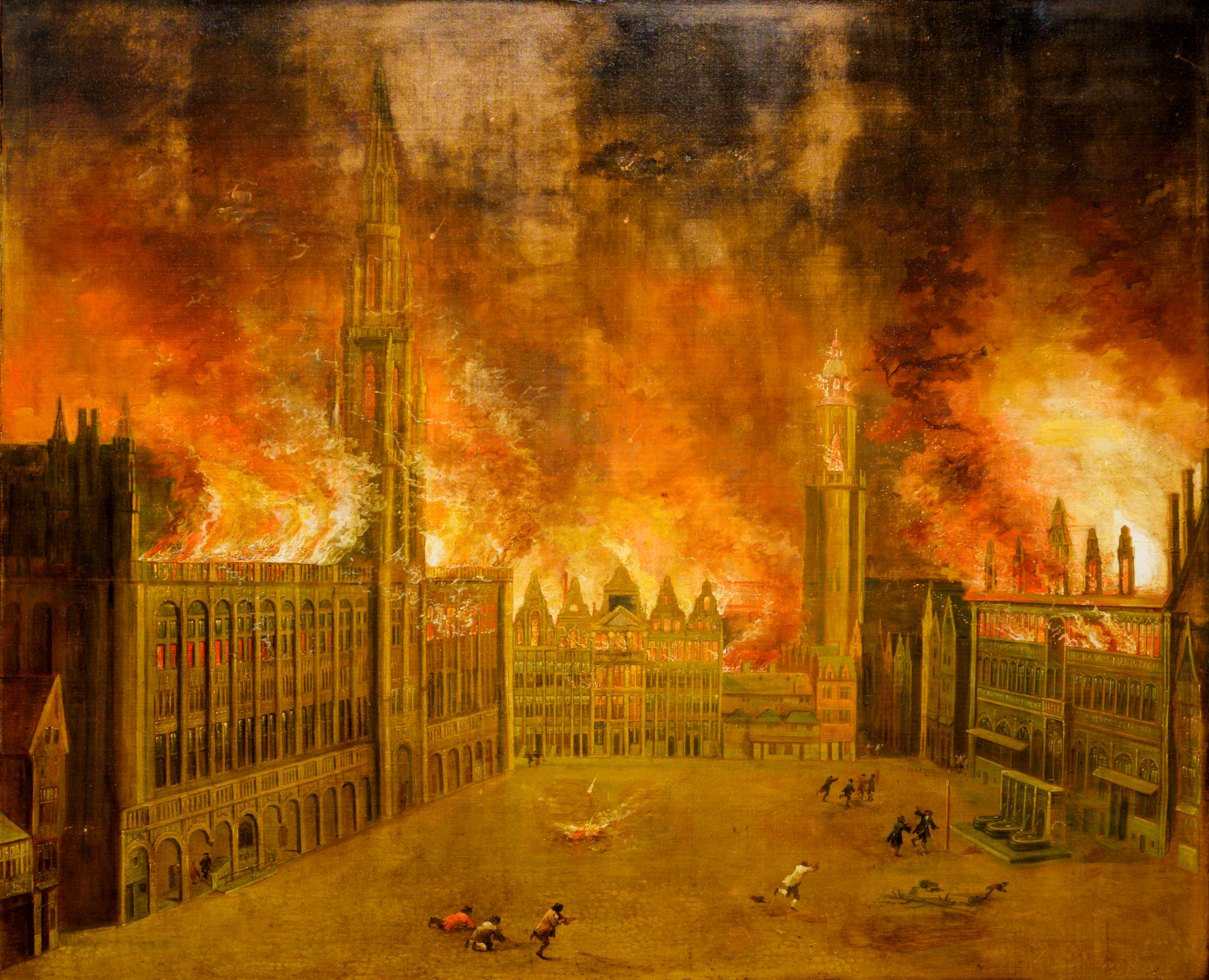
La Grand-Place en feu la nuit du 13 au 14 août 1695 (anonyme, musée de la Ville de Bruxelles) : la Maison du Sac et ses voisines dans le fond.
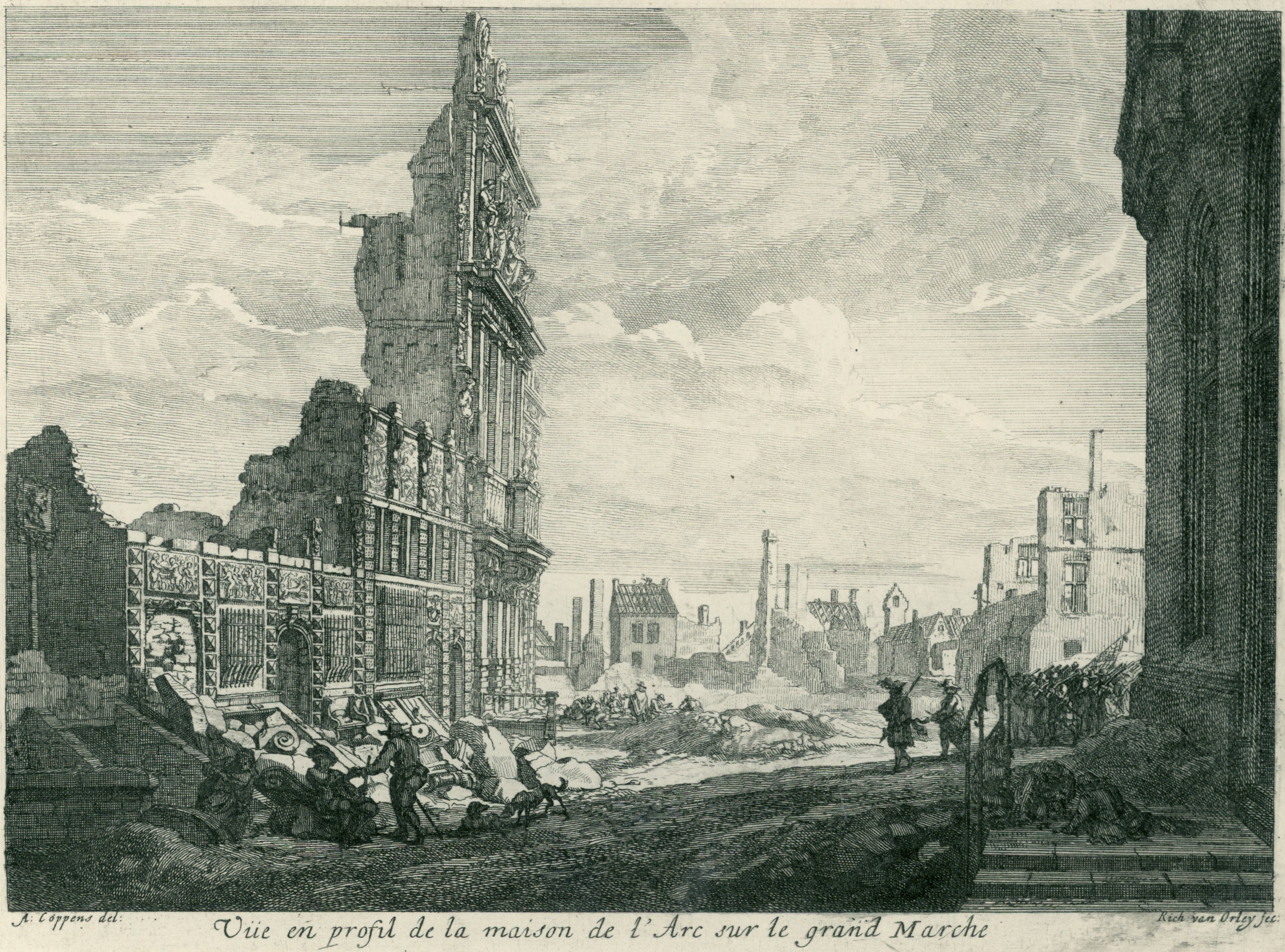
La maison de la Louve (encore partiellement debout, au centre) et ses voisines entièrement détruites (par Richard van Orley d'après Augustin Coppens, Rijksmuseum, Amsterdam).

## Classement
Les façades et les toitures de toutes les maisons qui bordent la Grand-Place font l'objet d'un classement au titre des monuments historiques en tant qu'ensemble depuis le 19 avril 1977 sous la référence globale 2043-0065/0.

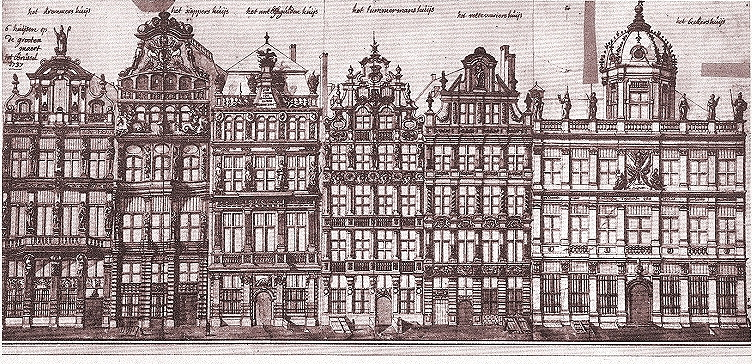
La Maison du Sac (au centre) et ses voisines. Dessin de Ferdinand-Joseph Derons (1727).
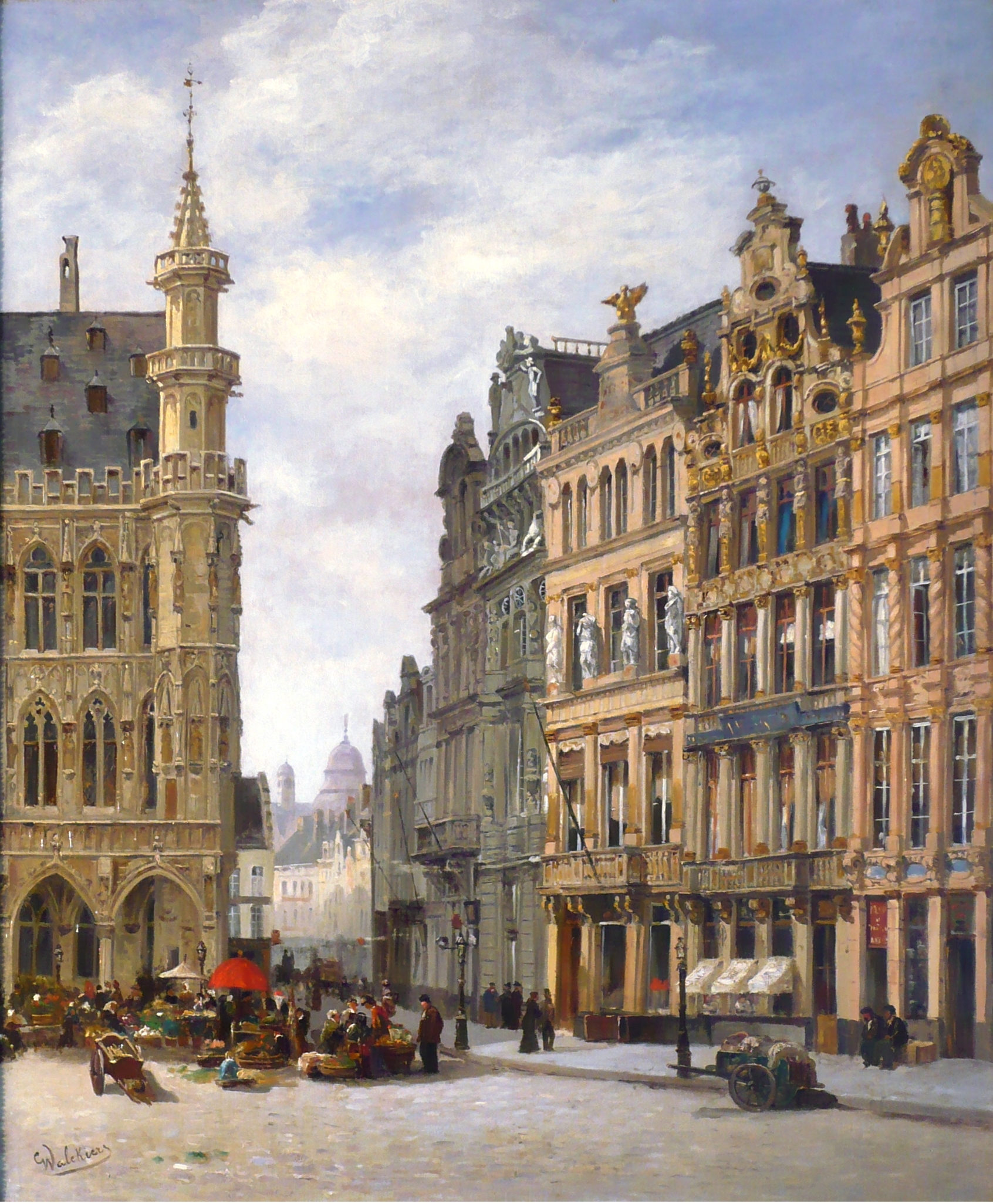
Les maisons du Renard, du Cornet, de la Louve, du Sac et de la Brouette sur un tableau de Gustave Walckiers (vers 1880).

## Architecture

### Rez-de-chaussée
La « Maison du Sac », édifiée en pierre de taille, présente une façade composée de quatre travées et de quatre niveaux surmontés d'un pignon à volutes baroque.
Le rez-de-chaussée présente deux portes. Celle de droite est surmontée d'une enseigne sculptée représentant une scène de vendanges liée à l'activité des tonneliers : les vendangeurs s'y activent autour d'un grand sac, qui a donné son nom à l'édifice.

Rez-de-chaussée
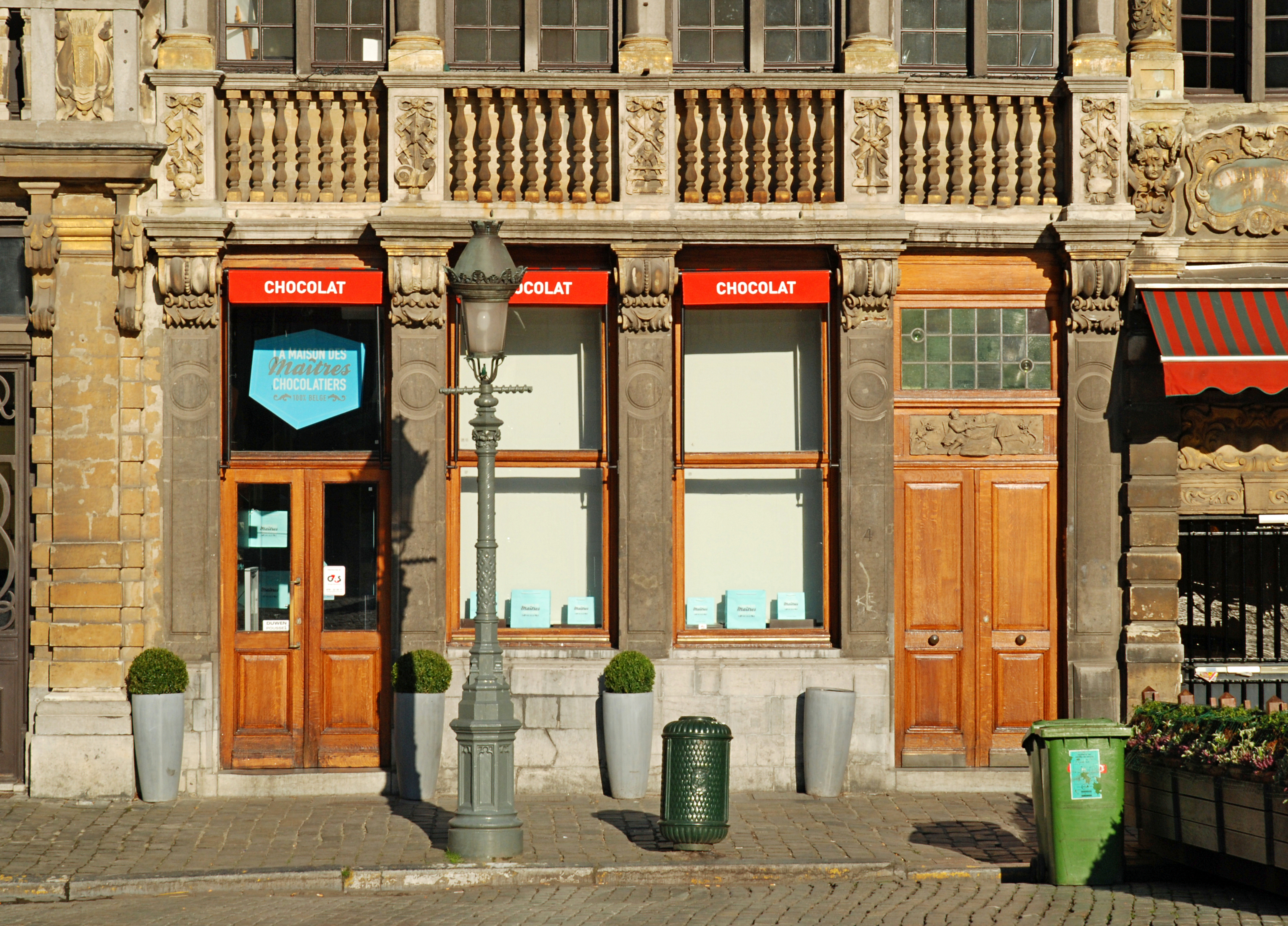
Le rez-de-chaussée.
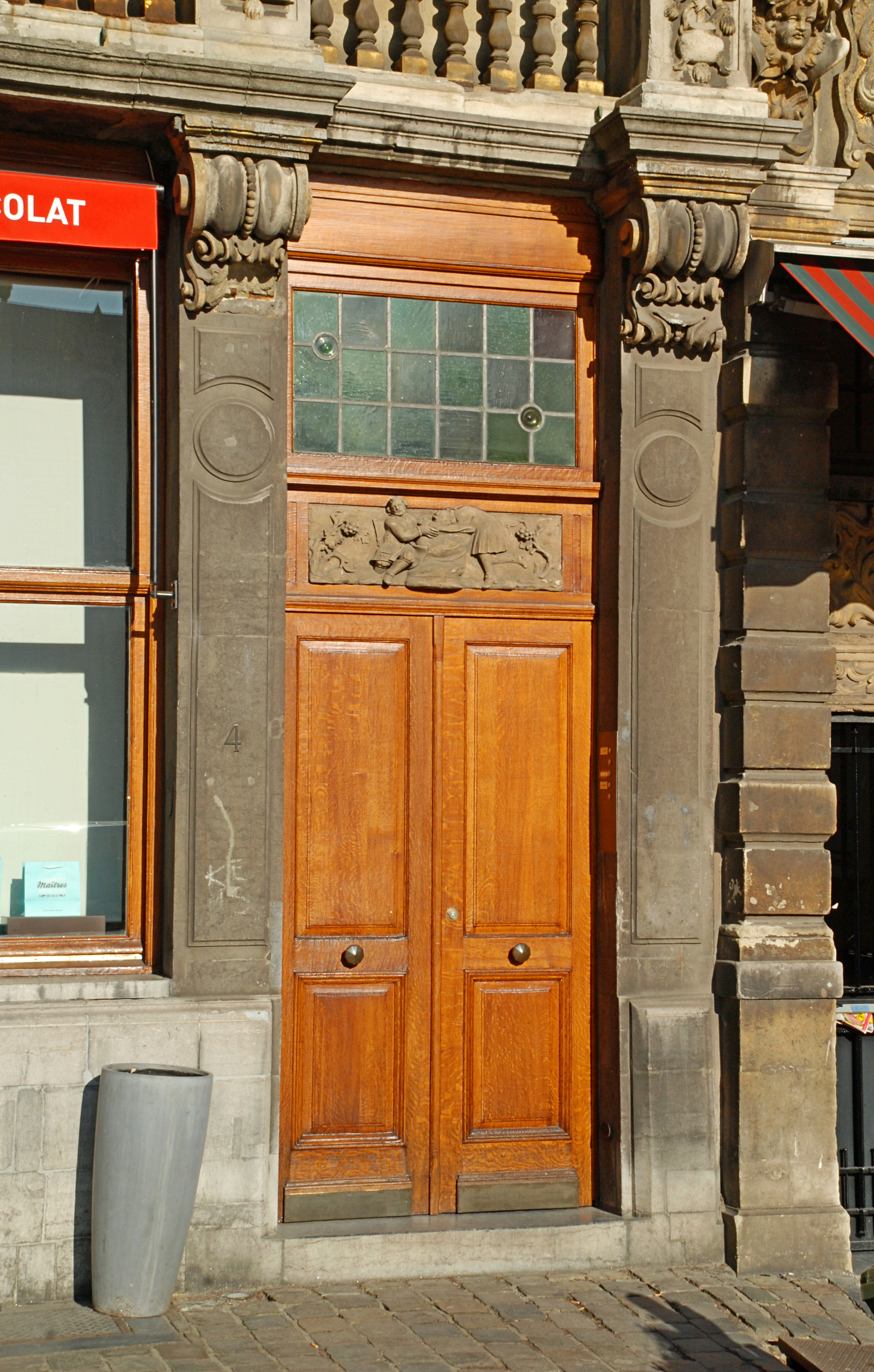
La porte à l'enseigne.
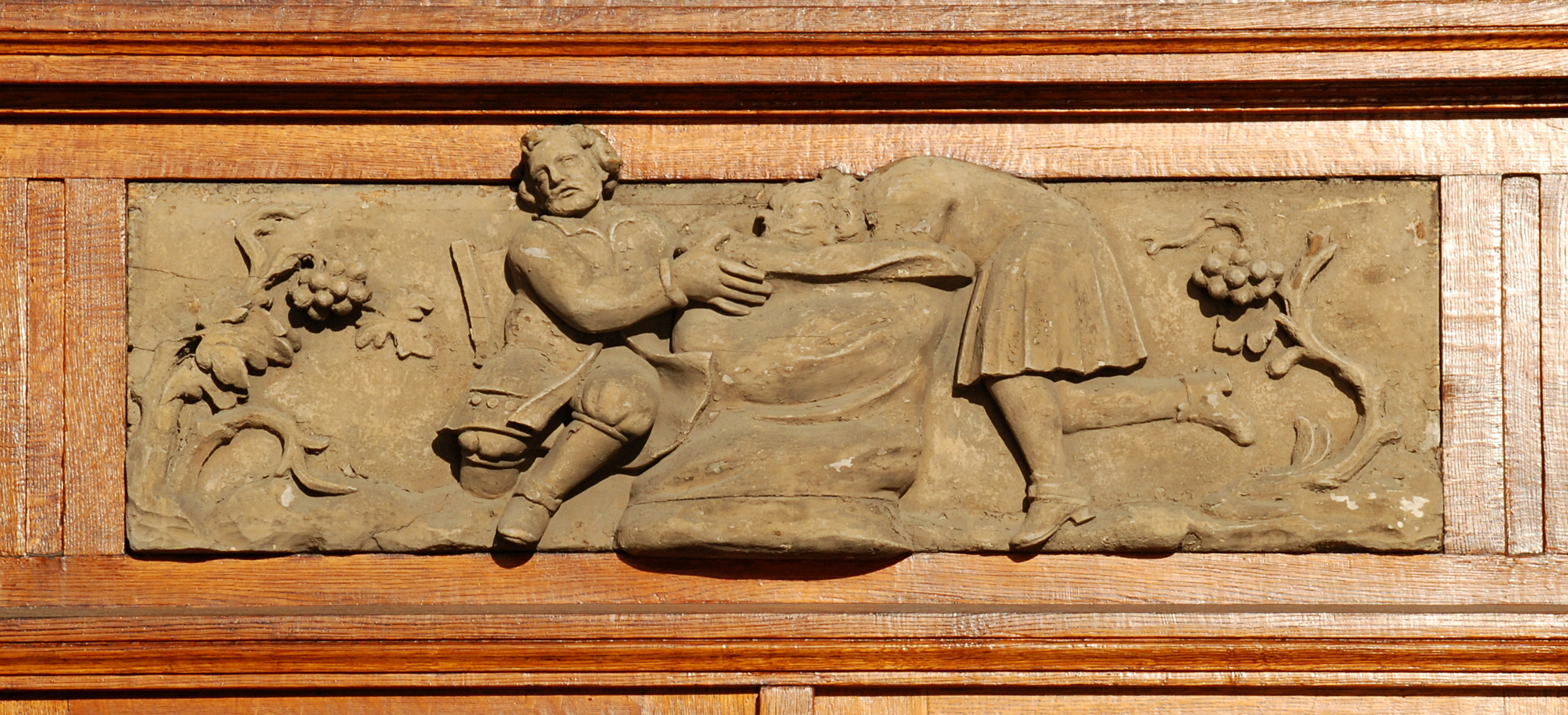
L'enseigne au sac.

### Étages
Le premier et le deuxième étage sont très semblables. Chacun d'eux possède de grandes fenêtres à croisée séparées par des colonnes engagées à chapiteau doré. La seule différence notable entre ces deux étages réside dans les chapiteaux, ioniques au premier étage et  corinthiens au second étage.
Les fenêtres à croisée du troisième étage, plus petites, présentent des allèges décorées de cartouches et sont séparées par des cariatides « à gaine », renouvelées en 1854-1858 par Ed. Marchant et remises en état en 1882 par E. Geirnaert.

Étages
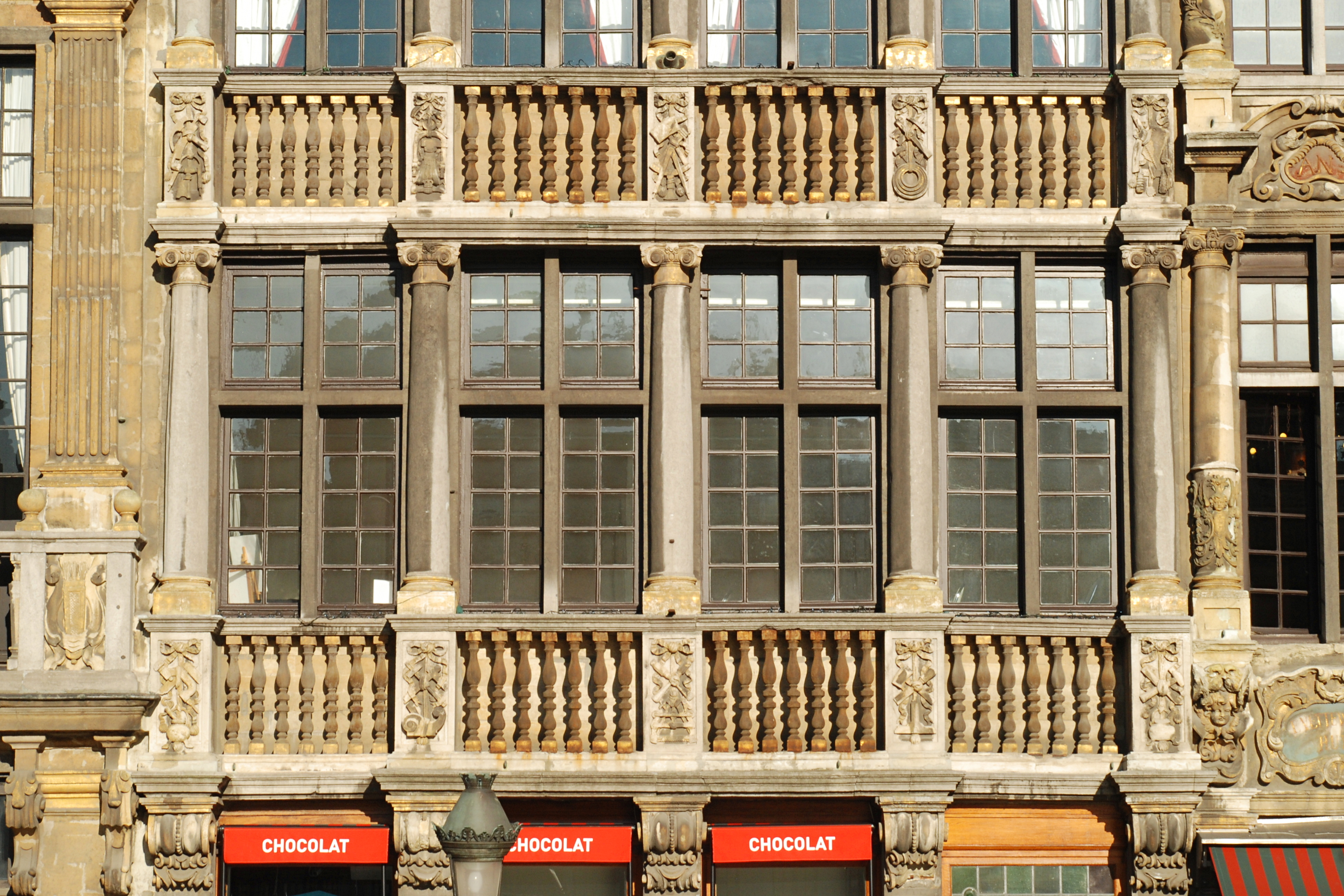
Premier étage.
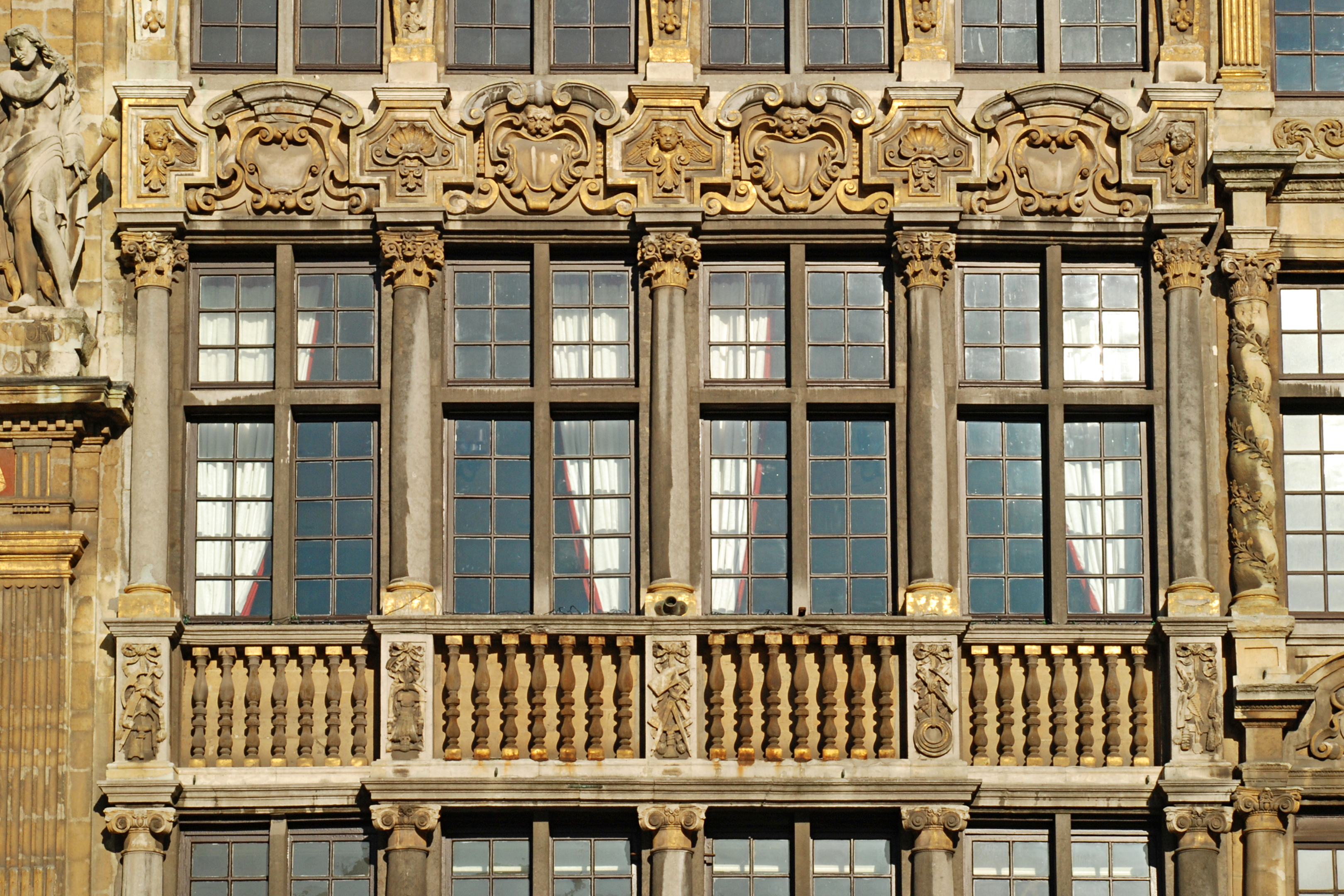
Deuxième étage.
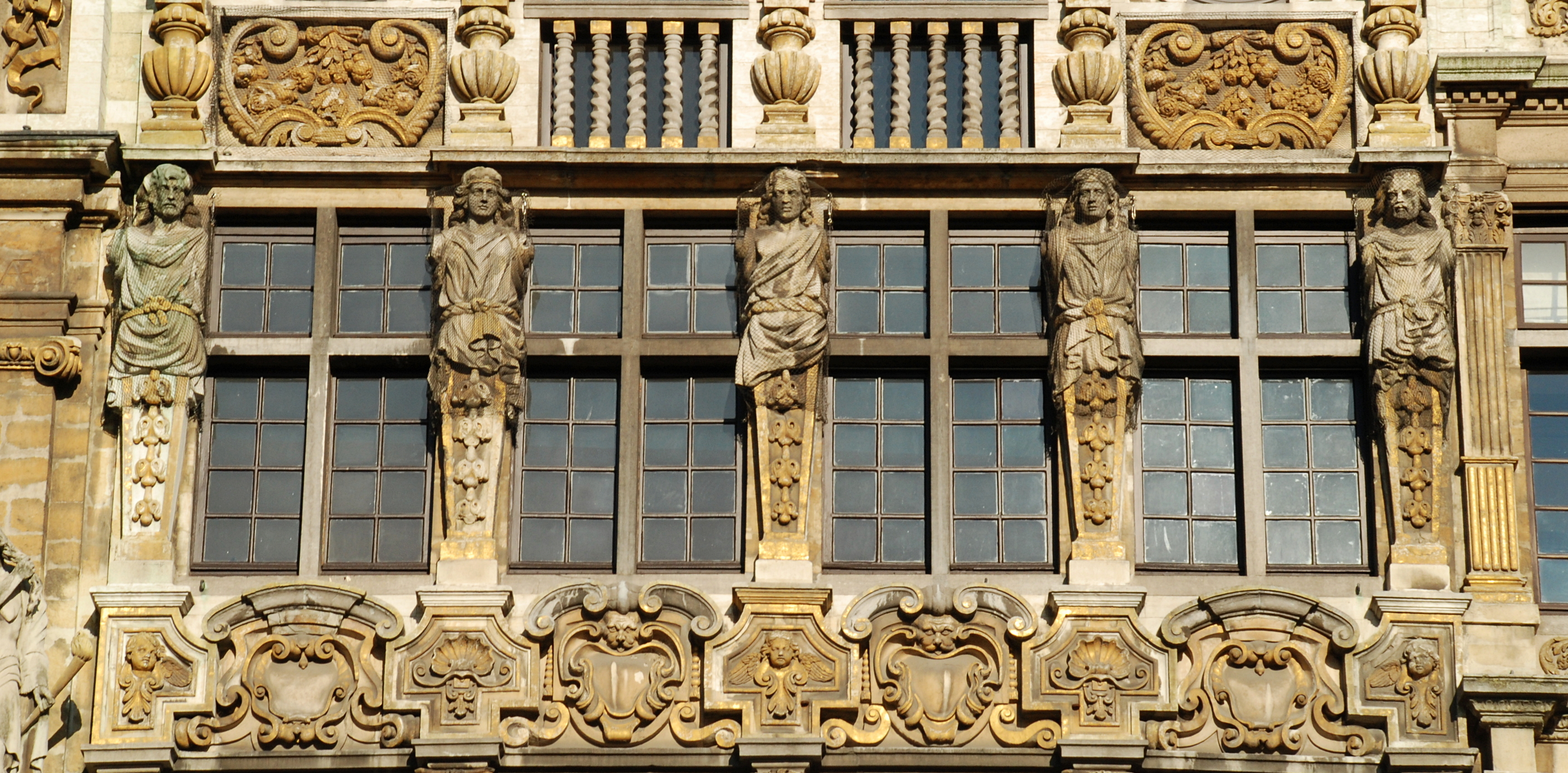
Les cariatides « à gaine » du troisième étage.

### Pignon
La façade est couronnée par un pignon à volutes très élaboré, intégrant des vases de pierre, des cartouches ornés de bas-reliefs, trois œils-de-bœuf ovales, deux fenêtres en plein-cintre surmontées de coquillages, deux petites fenêtres entourées de guirlandes de fruits et un cartouche portant le millésime de 1697, année de reconstruction de la partie supérieure de la façade. Enfin, ce pignon est lui-même surmonté de pots à feu et d'un globe sur lequel est placé un compas.

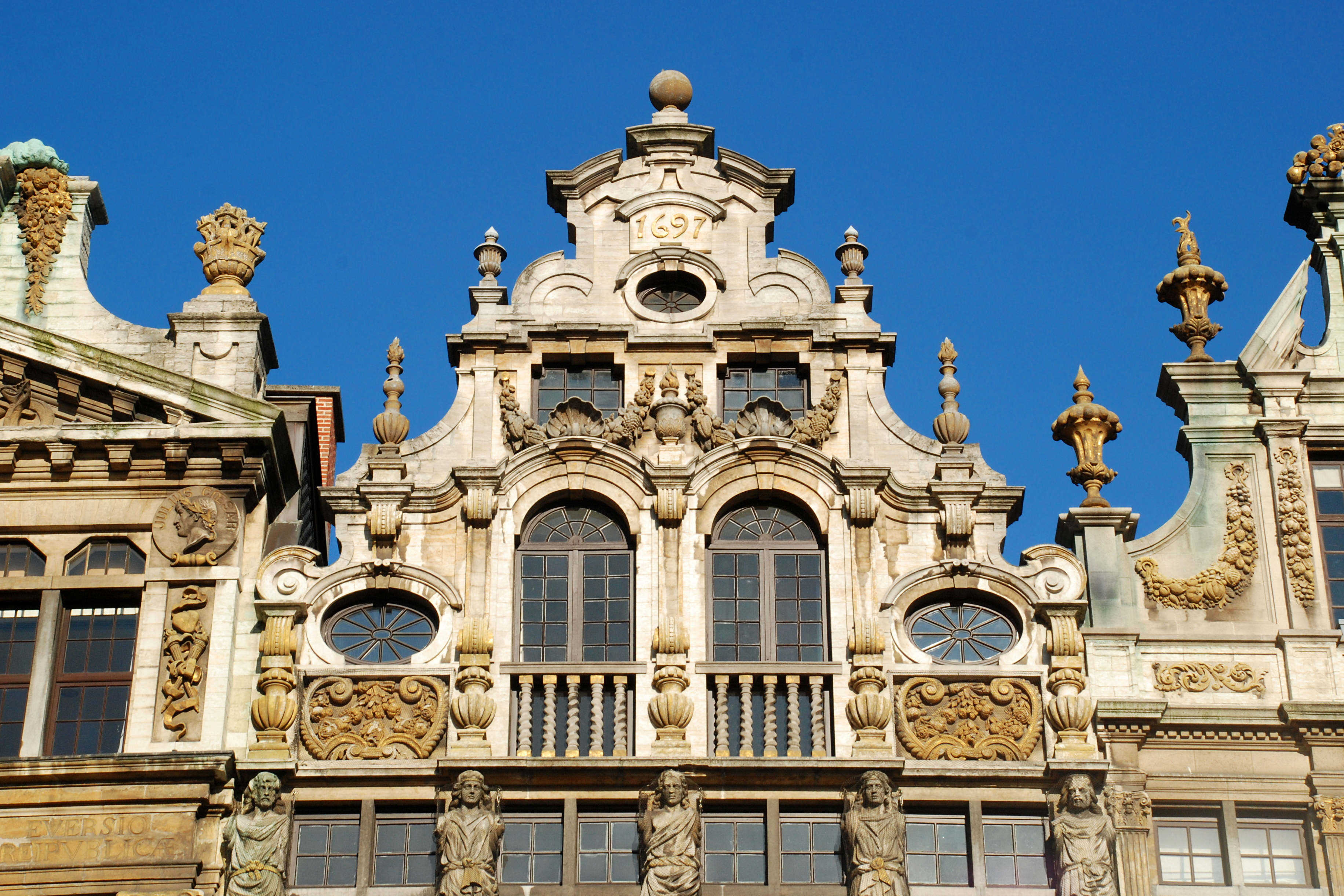
Le pignon à volutes surmonté de pots à feu.
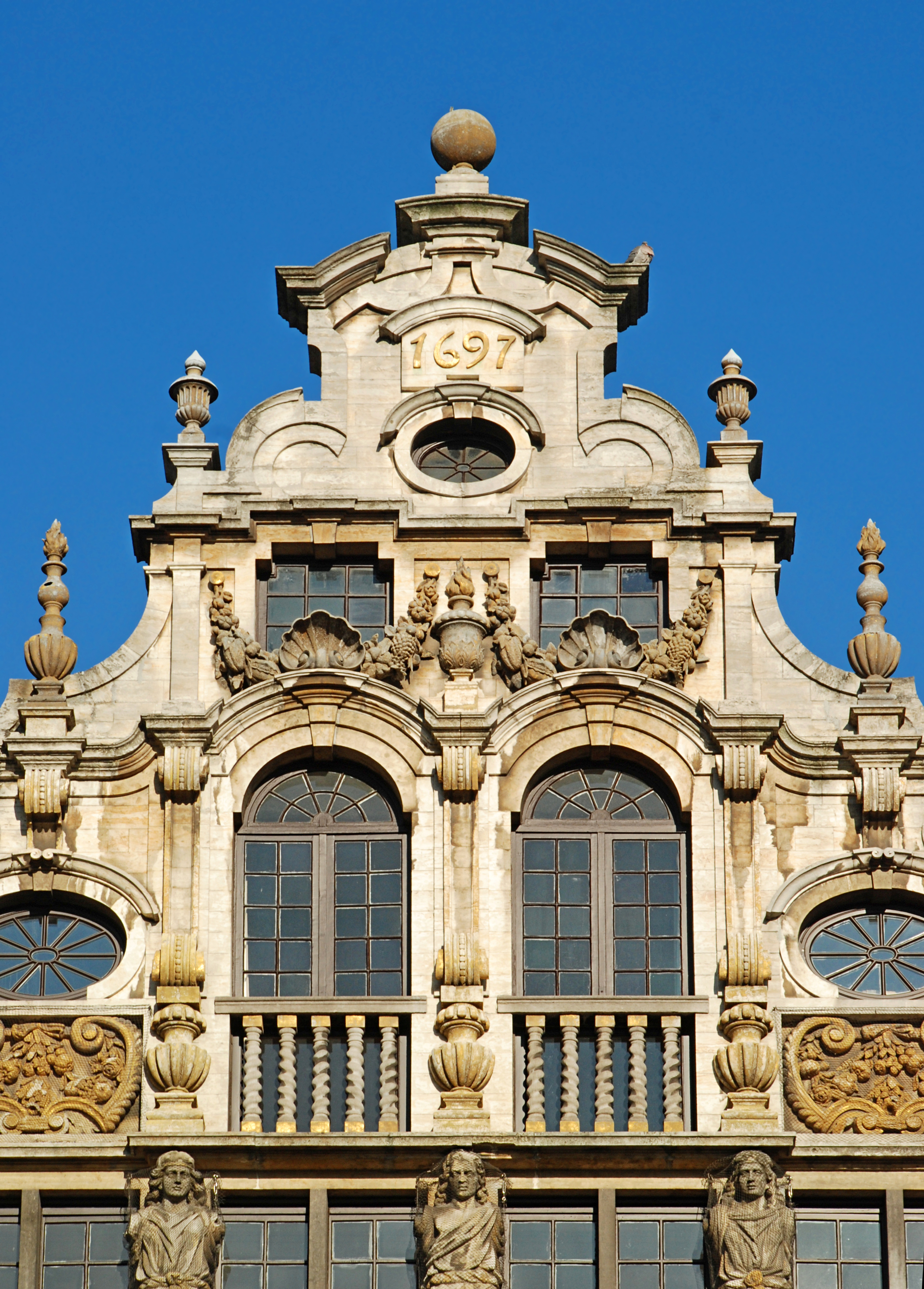
Détail du pignon en 2011, sans le compas.

## Bas-reliefs
Le premier et le deuxième étage possèdent chacun une balustrade ornée de bas-reliefs représentant les outils des ébénistes et des tonneliers : vilebrequin, équerre, ciseaux à bois, scie, maillet, marteau, compas, rabot, râpe…

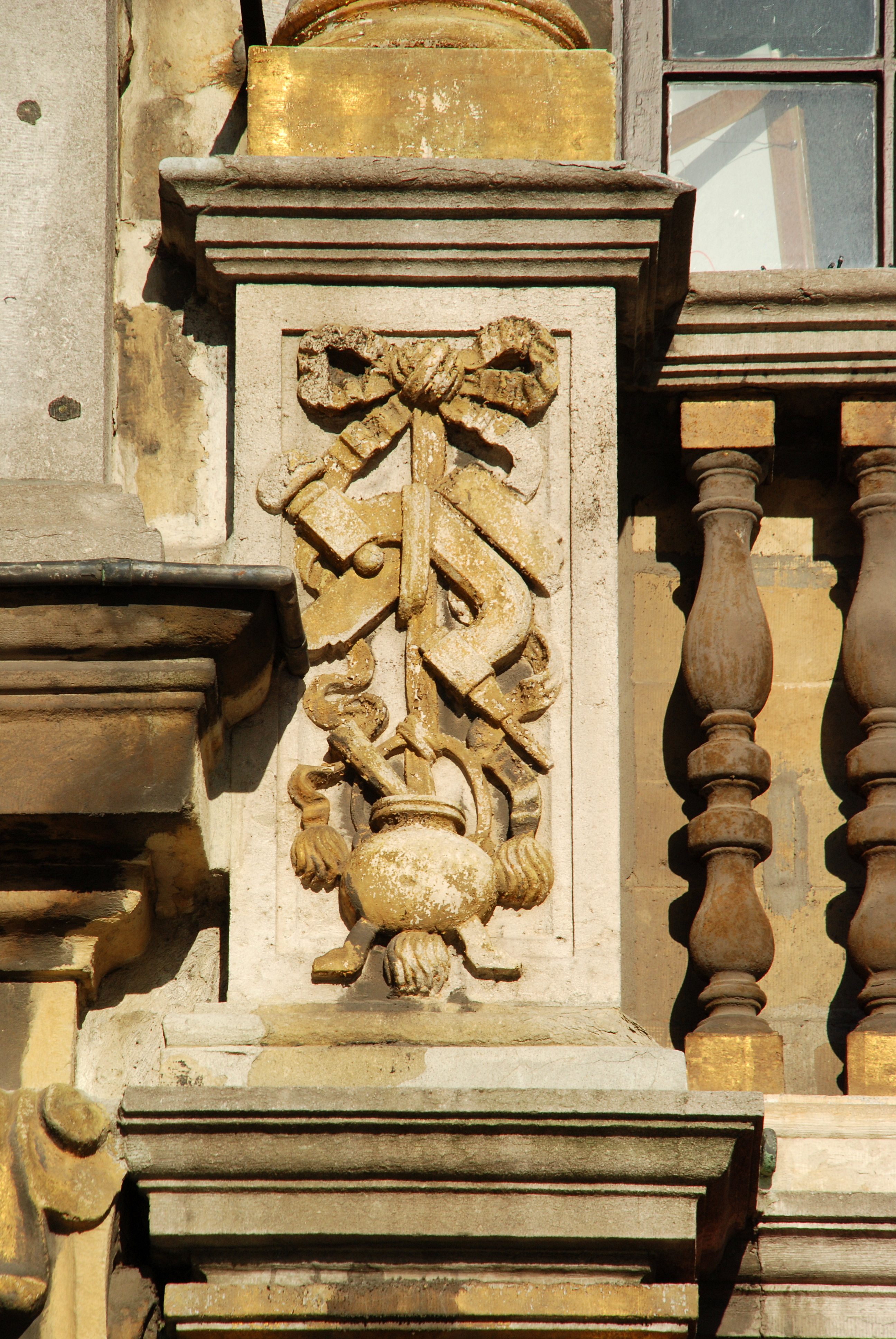
Équerre et vilebrequin.
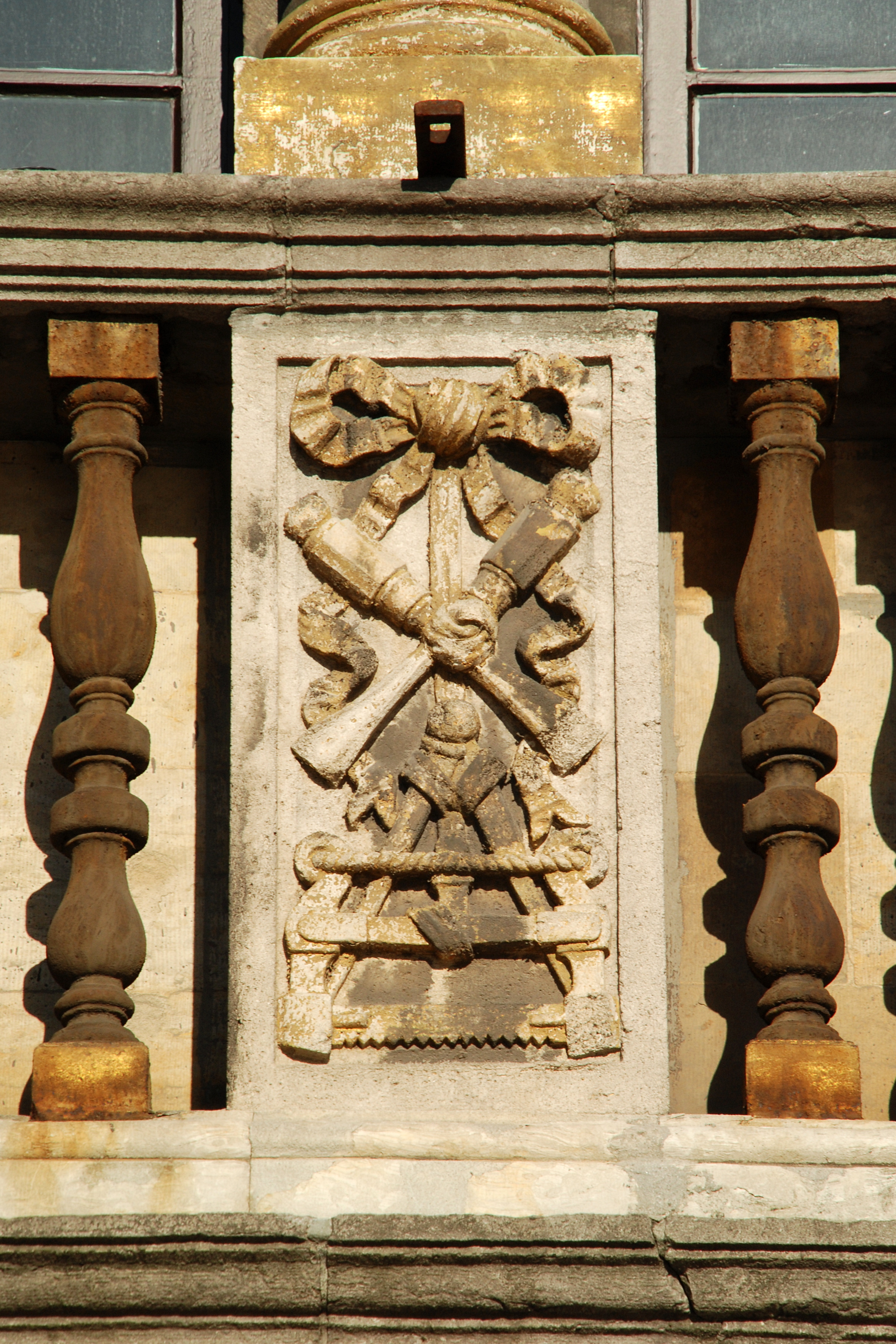
Scie et ciseaux à bois.
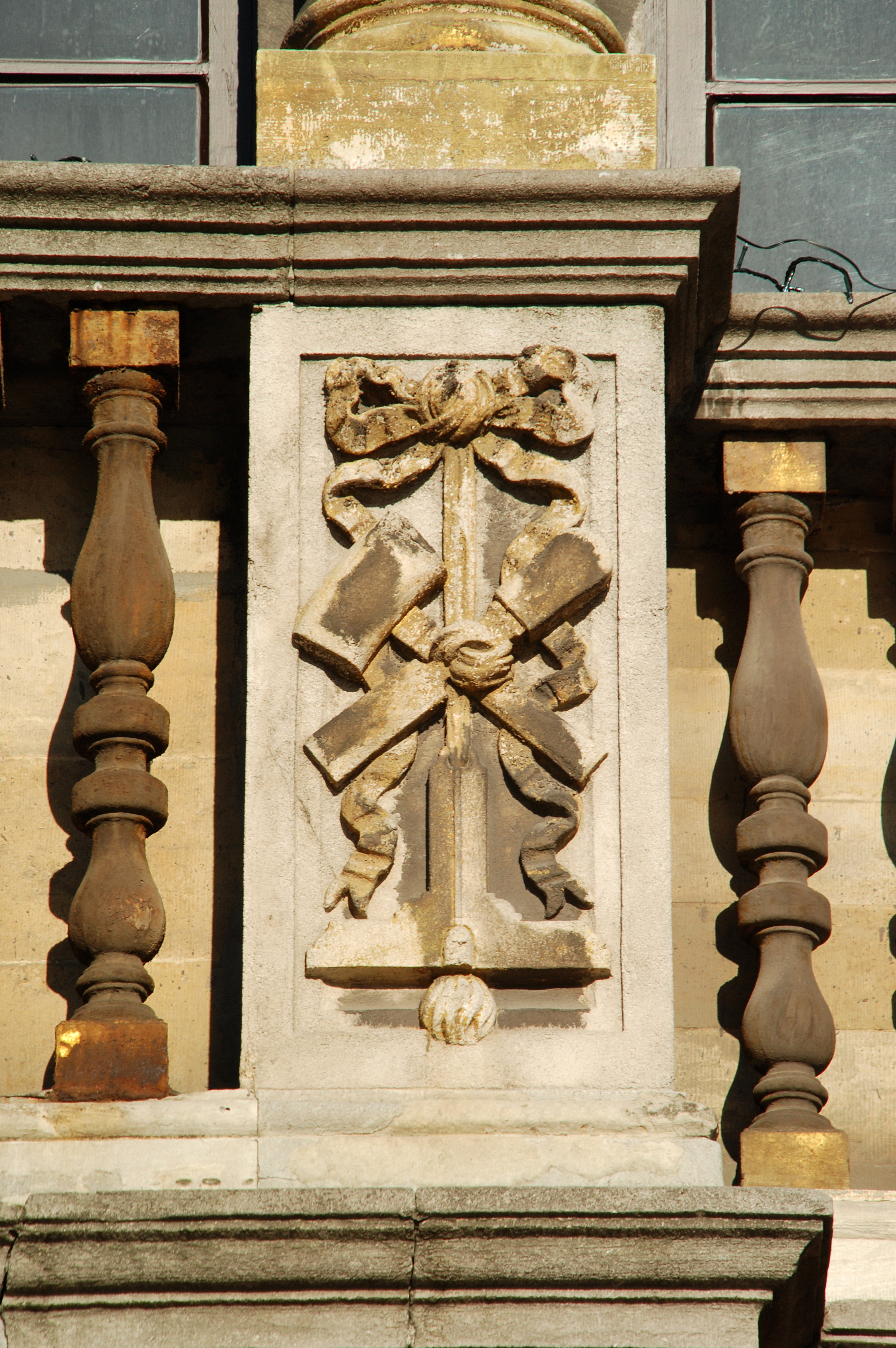
Maillet et ciseau à bois.
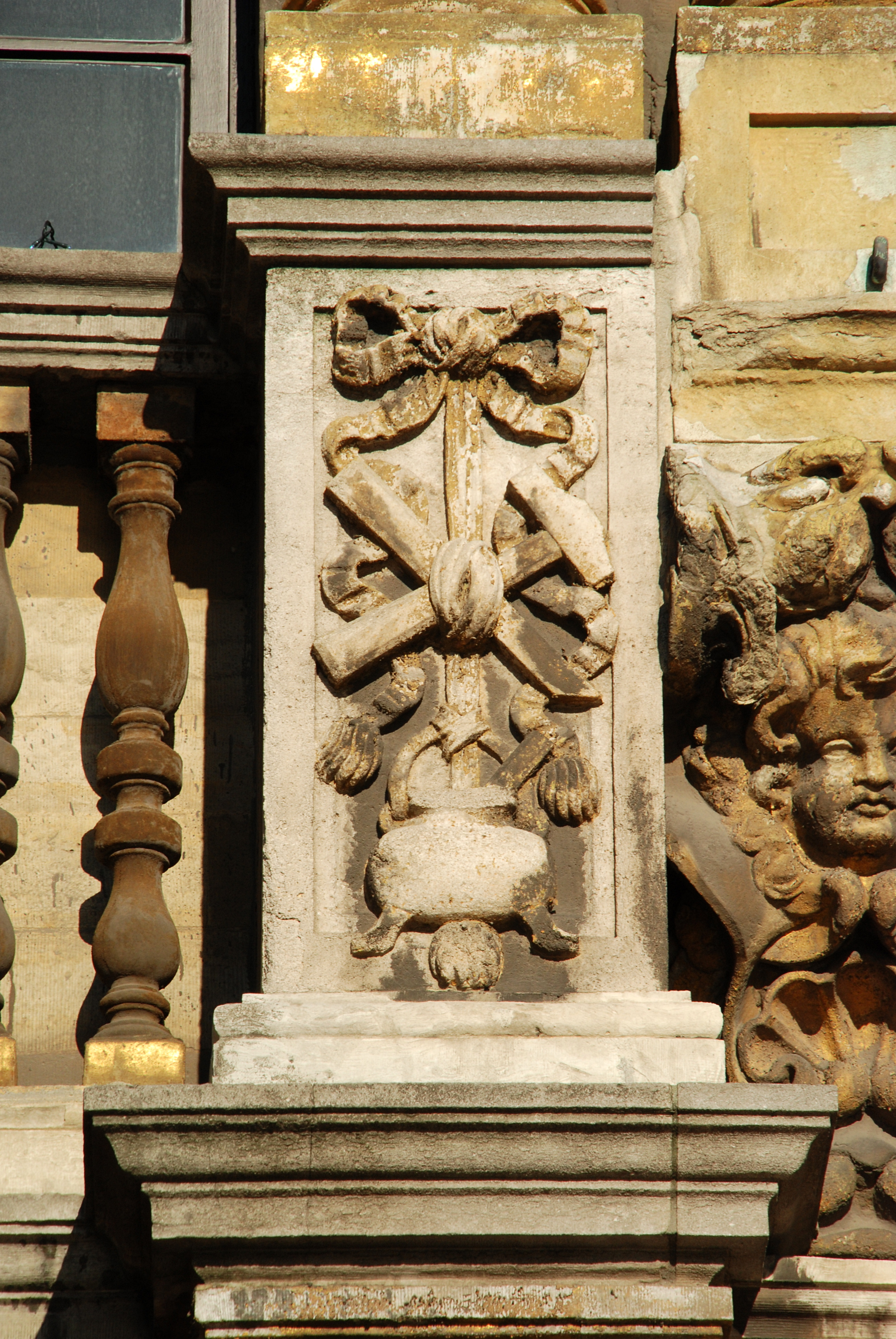
Marteau et ciseau à bois.